# Hypopyra suffusa
Hypopyra suffusa là một loài bướm đêm trong họ Erebidae.